# Суєтін Михайло Сергійович
Михайло Сергійович Суєтін (1906, місто Брянськ, тепер Російська Федерація — 1986, тепер Російська Федерація) — радянський партійний діяч, 1-й секретар Удмуртського обласного комітету КПРС. Член Центральної Ревізійної Комісії КПРС у 1952—1961 роках. Депутат Верховної Ради РРФСР 3-го, 5-го та 7-го скликань. Депутат Верховної Ради СРСР 4-го скликання.

## Життєпис
У 1922—1927 роках — модельник Брянського заводу «Арсенал».
Член РКП(б) з 1925 року.
У 1927—1933 роках навчався в Ленінградському політехнічному інституті, який був розділений в 1930 році на ряд галузевих вузів. У 1933 році закінчив Ленінградський машинобудівний інститут.
У 1933—1938 роках — редактор районної газети в Ленінградській області.
У 1938—1939 роках — 1-й секретар Псковського районного комітету ВКП(б) Ленінградської області.
У 1939—1940 роках — завідувач сільськогосподарського відділу Ленінградського обласного комітету ВКП(б).
У 1940—1941 роках — слухач Вищої школи партійних організаторів при ЦК ВКП(б).
У 1941—1942 роках — відповідальний організатор організаційно-інструкторського відділу ЦК ВКП(б).
У 1942—1943 роках — секретар, 3-й секретар Башкирського обласного комітету ВКП(б).
У 1943—1944 роках — 3-й секретар Орловського обласного комітету ВКП(б).
У 1944—1947 роках — 2-й секретар Брянського обласного комітету ВКП(б).
З 1947 по січень 1949 року — голова Ради у справах колгоспів при Раді міністрів СРСР по Воронезькій області.
У січні 1949 — вересні 1950 року — 2-й секретар Воронезького обласного комітету ВКП(б).
25 вересня 1950 — 23 січня 1957 року — 1-й секретар Удмуртського обласного комітету ВКП(б) (КПРС).
У 1956—1957 роках — слухач Курсів перепідготовки при ЦК КПРС.
У 1957—1958 роках — в розпорядженні Красноярського крайового комітету КПРС.
У 1958 — січні 1963 року — 2-й секретар Красноярського крайового комітету КПРС.
У січні 1963 — грудні 1964 року — голова Комітету партійно-державного контролю Красноярського крайового комітету КПРС і виконавчого комітету Красноярської крайової ради депутатів трудящих. Одночасно, заступник голови виконавчого комітету Красноярської крайової ради депутатів трудящих та секретар Красноярського крайового комітету КПРС.
З грудня 1964 року — заступник, 1-й заступник голови виконавчого комітету Красноярської крайової ради депутатів трудящих.
Потім — персональний пенсіонер.
Помер у 1986 році.

## Нагороди
- орден Леніна
- орден Трудового Червоного Прапора
- медаль «За трудову доблесть»
- медалі